# Provincia de Kōzuke
La provincia de Kōzuke (上野国 Kōzuke-no-kuni?) fue una provincia japonesa que en la actualidad correspondería a la parte norte de la prefectura de Gunma. Kōzuke era bordeada por las provincias de Echigo, Shinano, Musashi y Shimotsuke. Formaba parte del circuito del Tōsandō. Su nombre abreviado era Jōshū (上州?). Bajo el sistema de clasificación Engishiki, Kōzuke era clasificada como uno de los 13 «grandes países» (大国?), en términos de su importancia, y uno de los 30 «países lejanos» (遠国?), por su distancia a la capital. La capital provincial se encontraba en lo que hoy es la ciudad de Maebashi, sin embargo, su ubicación exacta sigue siendo incierta. La ichinomiya de la provincia se encontraba en lo que hoy es la ciudad de Tomioka.